# Ferrovia San Giovanni Suergiu-Iglesias
La ferrovia San Giovanni Suergiu – Iglesias era una linea ferroviaria a scartamento ridotto situata in Sardegna.
Realizzata negli anni venti del Novecento dalle Ferrovie Meridionali Sarde, la San Giovanni Suergiu-Iglesias per quasi mezzo secolo permise di collegare il Sulcis con l'Iglesiente, oltre che con l'altra ferrovia FMS (la Siliqua-San Giovanni Suergiu-Calasetta) e con la rete FS a Iglesias e, in un secondo momento e solo per le merci, a Carbonia. La linea rivestì una grande importanza in particolare per il trasporto del carbone e degli altri minerali estratti all'epoca nel territorio attraversato dalla ferrovia.

## Storia

Il treno inaugurale della ferrovia, nel maggio 1926, alla stazione di Iglesias

La linea nacque come diramazione di 33 km della ferrovia Siliqua-Calasetta, e si basò su un progetto del 1911 della ditta Cugnasca di Lecco. A causa della prima guerra mondiale e della situazione economica del primo dopoguerra, solo nel 1923 la Ferrovie Meridionali Sarde, società nata nel 1915 per realizzare e gestire la ferrovia, diede il via ai lavori, appaltati all'impresa Durando e Tomassini. L'intera rete FMS venne inaugurata il 13 maggio 1926 e aperta all'esercizio dieci giorni dopo.

La stazione di Gonnesa nei primi anni di esercizio

Il percorso della linea partiva dalla stazione di Palmas Suergiu (dal 1952 San Giovanni Suergiu), in cui si diramava dalla linea per Siliqua e Calasetta, e procedeva verso nord, servendo l'allora comune di Serbariu, per poi dirigersi verso Bacu Abis e Gonnesa e giungere ai piedi della frazione iglesiente di Monteponi, sede di un importante miniera di piombo e zinco e del capolinea della ferrovia privata per Portovesme di proprietà della società Monteponi, titolare della concessione mineraria. Il collegamento ferroviario tra Monteponi e Iglesias era tuttavia già esistente all'epoca della realizzazione della rete FMS: questa tratta era infatti stata costruita a scartamento ordinario ad opera della Compagnia Reale delle Ferrovie Sarde già nel 1898, passando poi alla gestione delle Ferrovie dello Stato nel 1920. Sino a poche settimane prima dell'inaugurazione delle linee FMS questo tronco ferroviario di 5257 metri era ancora di proprietà delle FS, ma il Regio Decreto nº 668 del 3 aprile 1926 stabilì il passaggio della tratta alle Ferrovie Meridionali Sarde e la riconversione a scartamento ridotto, operazione effettuata in appena 4 giorni, dal 24 aprile 1926 (data di cessazione della gestione FS) al 28 aprile 1926 (data del collaudo dell'intera rete FMS). La linea da Monteponi a Iglesias seguiva quindi lo stesso percorso del 1898, attraversando la fermata di Cabitza e giungendo a Iglesias, in cui la linea non terminava più presso la stazione FS ma pochi metri più a sud in un nuovo scalo delle FMS, le quali sempre a Iglesias realizzarono le loro officine sociali e la direzione dell'esercizio.

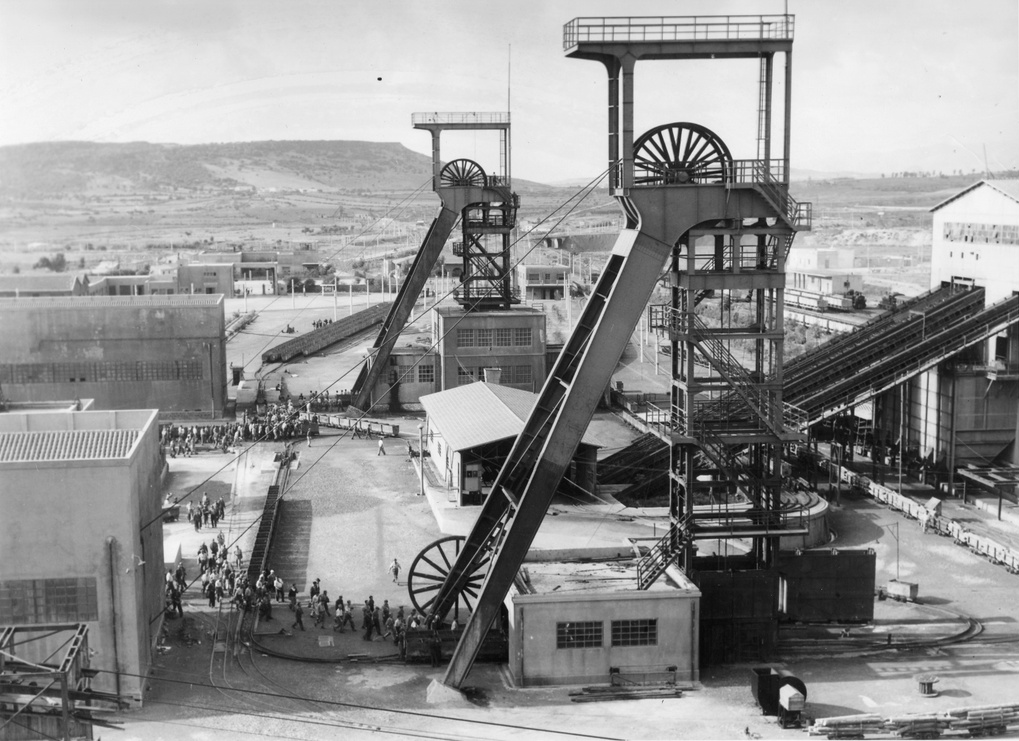
La miniera di Serbariu, con la ferrovia e la stazione di Carbonia sulla destra, si servì in maniera rilevante della linea per il trasporto del carbone

A metà degli anni trenta sulla rete FMS entrarono in servizio quattro automotrici diesel ALn 200, prodotte dalla Fiat, azionista tra l'altro delle FMS, oltre che varie locomotive a vapore acquisite da altre concessionarie ferroviarie per far fronte al sempre più crescente numero di treni passeggeri e merci. Il fiorire dell'attività mineraria nella zona in quegli anni portò inoltre alla realizzazione o al potenziamento di varie stazioni nelle località di estrazione (Ceramica, Bacu Abis, Pozzo Nuovo, Cortoghiana, Sirai). In particolare nello scalo di Bacu Abis era assicurata l'intermodalità con i treni merci della Monteponi-Portovesme, i cui binari passavano anch'essi per questa stazione. In seguito le ALn 200 FMS verranno impiegate per un periodo anche per una relazione passeggeri tra Bacu Abis e Portovesme, mentre il tracciato tra Monteponi e Iglesias FMS fu utilizzato anche dai treni della Monteponi. Con la fondazione di Carbonia (1938) fu ulteriormente potenziato il servizio, e la tratta dalla nuova stazione di Carbonia alla stazione portuale di Sant'Antioco Ponti venne convertita a doppio binario (l'apertura del raddoppio avvenne il 7 febbraio 1940), vista la grande mole di traffico passeggeri e soprattutto merci, diretto verso il centro antiochense. In particolare treni attrezzati per il carico di appositi carrelli trasportavano il carbone della miniera di Serbariu sino al porto di Sant'Antioco, dove veniva poi imbarcato verso il continente.

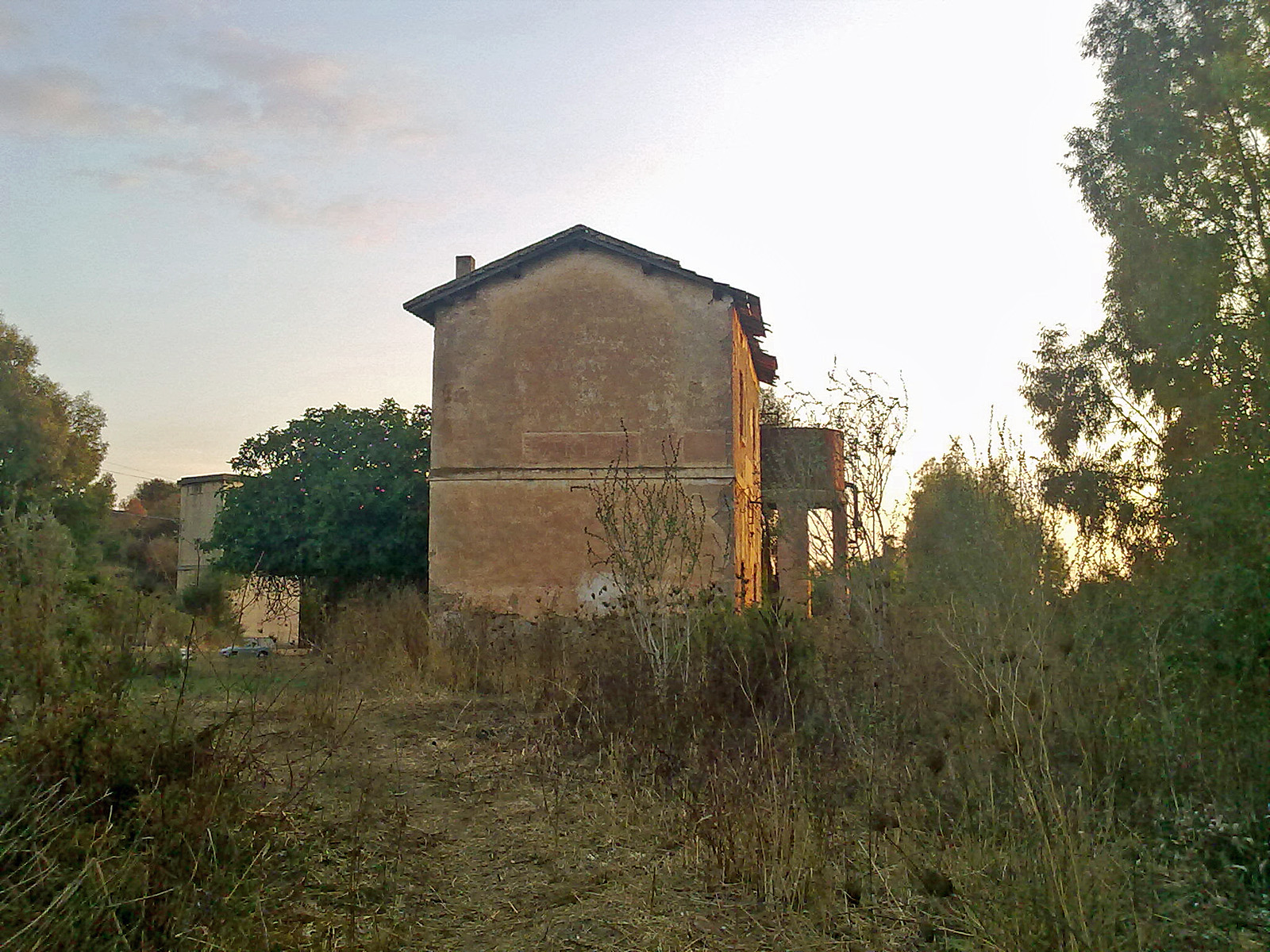
L'ex fermata di Barbusi nel 2013, con in primo piano il fabbricato viaggiatori e sullo sfondo il rifornitore idrico dello scalo.

Da sottolineare inoltre che questa fu la prima tratta a doppio binario realizzata in Sardegna nonché il primo tronco ferroviario d'Italia a scartamento ridotto con esercizio a doppio binario.

Superato il secondo conflitto mondiale, in cui nonostante la limitazione di poter utilizzare solo materiale ordinario le FMS riuscirono a non interrompere mai l'attività della linea, fu la crisi delle miniere sulcitane negli anni cinquanta, che portò a un drammatico ridimensionamento dell'attività estrattiva, a colpire di riflesso anche le sorti della ferrovia: le ricadute si fecero sentire anche a livello societario, portando il Ministero dei trasporti a commissariare le FMS trasformandole in una gestione governativa. Oltre a ciò un altro duro colpo arrivò dalla concorrenza della nuova linea Villamassargia-Carbonia delle FS (aperta nel 1956), che pur creando un nuovo punto di interscambio con la rete a scartamento ordinario (limitato al solo traffico merci in quanto i treni passeggeri FS si attestavano a poco meno di un chilometro di distanza presso il fabbricato viaggiatori di Carbonia Stato), portò via alla ferrovia il traffico merci e passeggeri diretto verso Cagliari. Sino ad allora infatti per l'utenza di Carbonia e del circondario l'unica possibilità di raggiungere il capoluogo regionale col treno consisteva nell'arrivare a Iglesias tramite i convogli FMS, e da lì prendere il regionale per Cagliari dalla confinante stazione FS. 

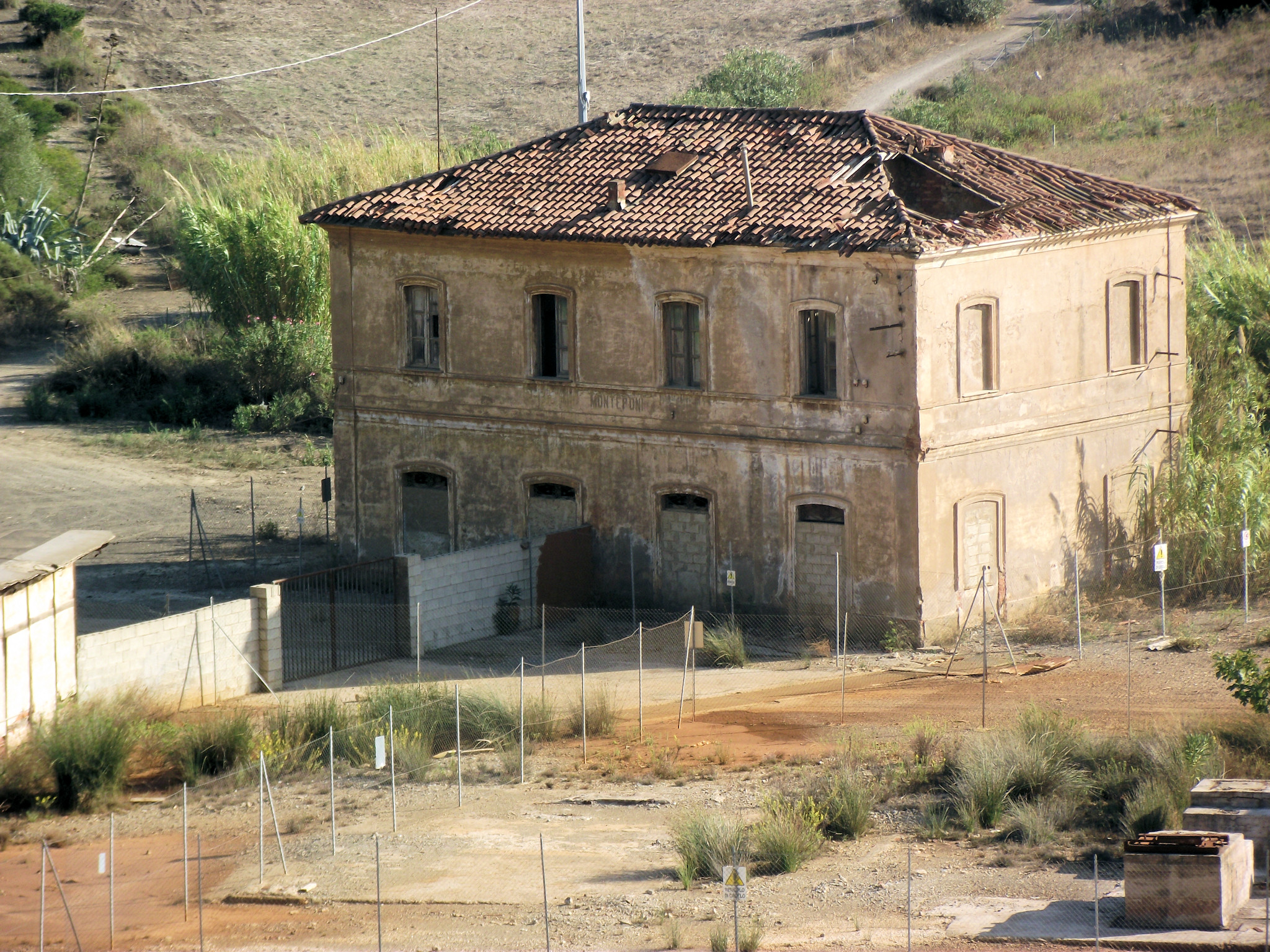
Il fabbricato viaggiatori FMS di Monteponi, che fu il capolinea settentrionale della ferrovia dal 1969 alla chiusura della stessa

Nell'agosto 1960 fecero la comparsa sulla rete nuove automotrici per il servizio passeggeri, le ADe a trazione diesel-elettrica, mentre il sempre meno frequente servizio merci veniva ancora effettuato con le locomotive a vapore ancora in efficienza. Nel 1963 intanto l'esercizio sul tratto a doppio binario tra Carbonia e Sant'Antioco fu riconvertito a binario singolo (il doppio binario tuttavia rimase in posa sino alla chiusura della ferrovia).
Pesanti conseguenze sull'esercizio ferroviario ebbe il parziale crollo di una breve galleria nei pressi di Cabitza, che portarono alla temporanea sospensione dell'esercizio ferroviario tra Monteponi e Iglesias dal 18 gennaio 1969, sostituendolo con autocorse. Ciò isolò inoltre le officine sociali di Iglesias dal resto della rete, rimaste raggiungibili solo con il trasbordo dei rotabili su carri a scartamento ordinario delle FS per il trasporto nel tratto tra Carbonia e Iglesias via Villamassargia. Nonostante i progetti per ripristinare e mettere in sicurezza la galleria, la Monteponi-Iglesias non fu però più riaperta. Nel febbraio 1974 venne infatti decretata la chiusura della rete FMS, che, tuttavia, fu sospesa nel giro di pochi giorni dinanzi alle proteste dell'utenza. Tuttavia i treni sul tronco superstite San Giovanni Suergiu-Monteponi circolarono ancora per pochi mesi: il 1º settembre 1974 infatti la linea, insieme alla Narcao-San Giovanni Suergiu-Calasetta, venne definitivamente chiusa e le sue relazioni vennero sostituite con delle autocorse (con capolinea Calasetta) sempre a cura delle FMS sino al 2008 (anno in cui queste furono assorbite dall'ARST, attuale gestore delle autolinee sostitutive).

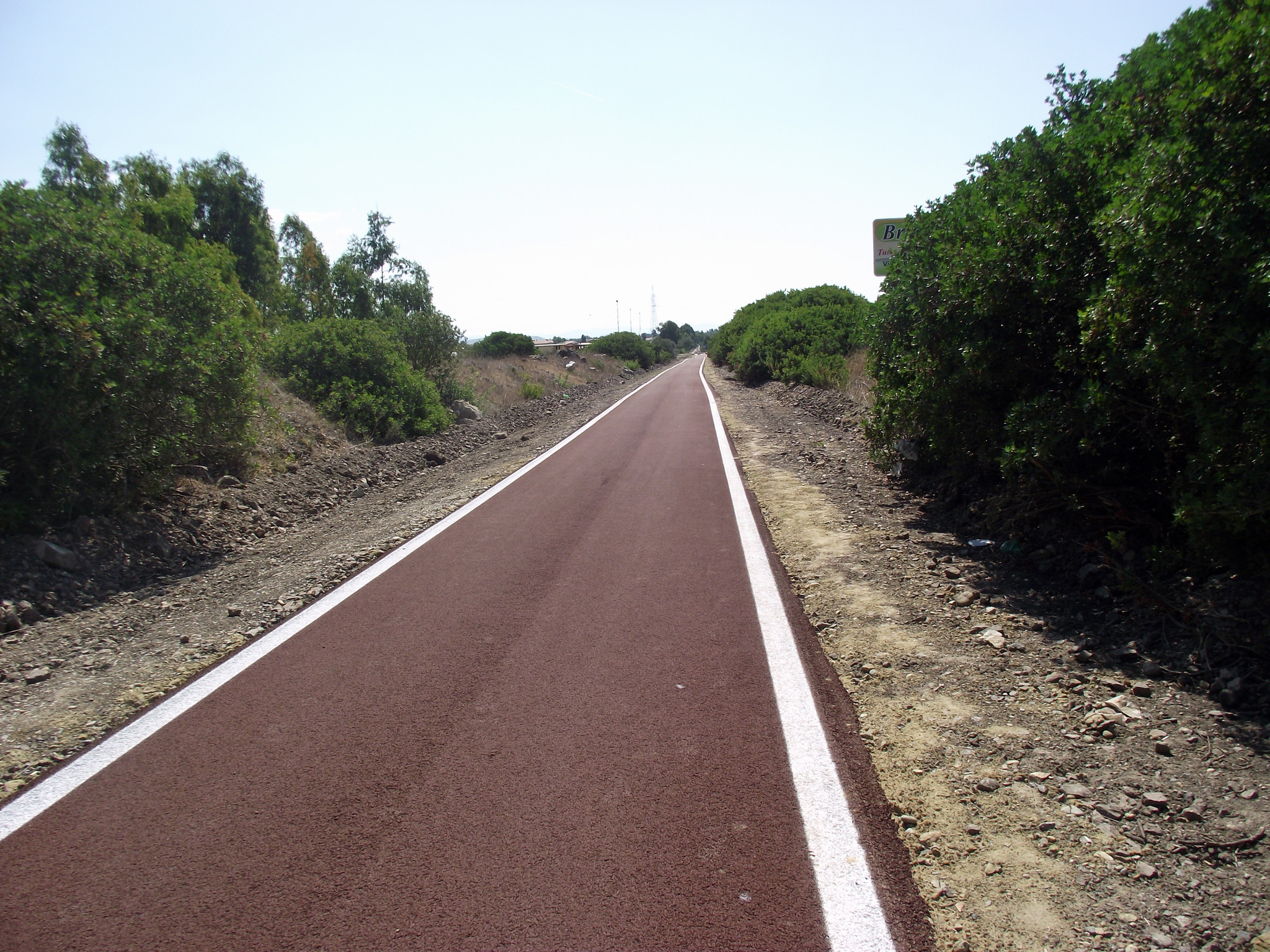
Pista ciclabile realizzata sul sedime della ferrovia, tra Carbonia e San Giovanni Suergiu

Per una parte della linea, tra Carbonia e San Giovanni Suergiu e da qui sino a Sant'Antioco (sulla linea per Calasetta), venne stabilita dalla legge 309 del 16 luglio 1974 la riconversione a scartamento ordinario, ma il progetto non fu mai realizzato in quanto l'intero stanziamento di fondi fu utilizzato esclusivamente per i servizi automobilistici delle FMS. Tale provvedimento fu in seguito abrogato il 21 dicembre 2008 in seguito alla legge 133 del 6 agosto dello stesso anno in materia di semplificazione normativa.
Della linea, interamente smantellata poco tempo dopo la chiusura, rimangono ancora stazioni, cantoniere, gallerie e ponti, seppur in buona parte dei casi in evidente stato di deterioramento. Per il tracciato della ferrovia in più occasioni si è parlato di una possibile riconversione a pista ciclabile, auspicio che ha portato nel 2013 all'avvio dei lavori di riconversione del tratto iniziale della linea (tra San Giovanni Suergiu e Carbonia) a pista ciclabile su iniziativa della Provincia di Carbonia-Iglesias.

## Caratteristiche

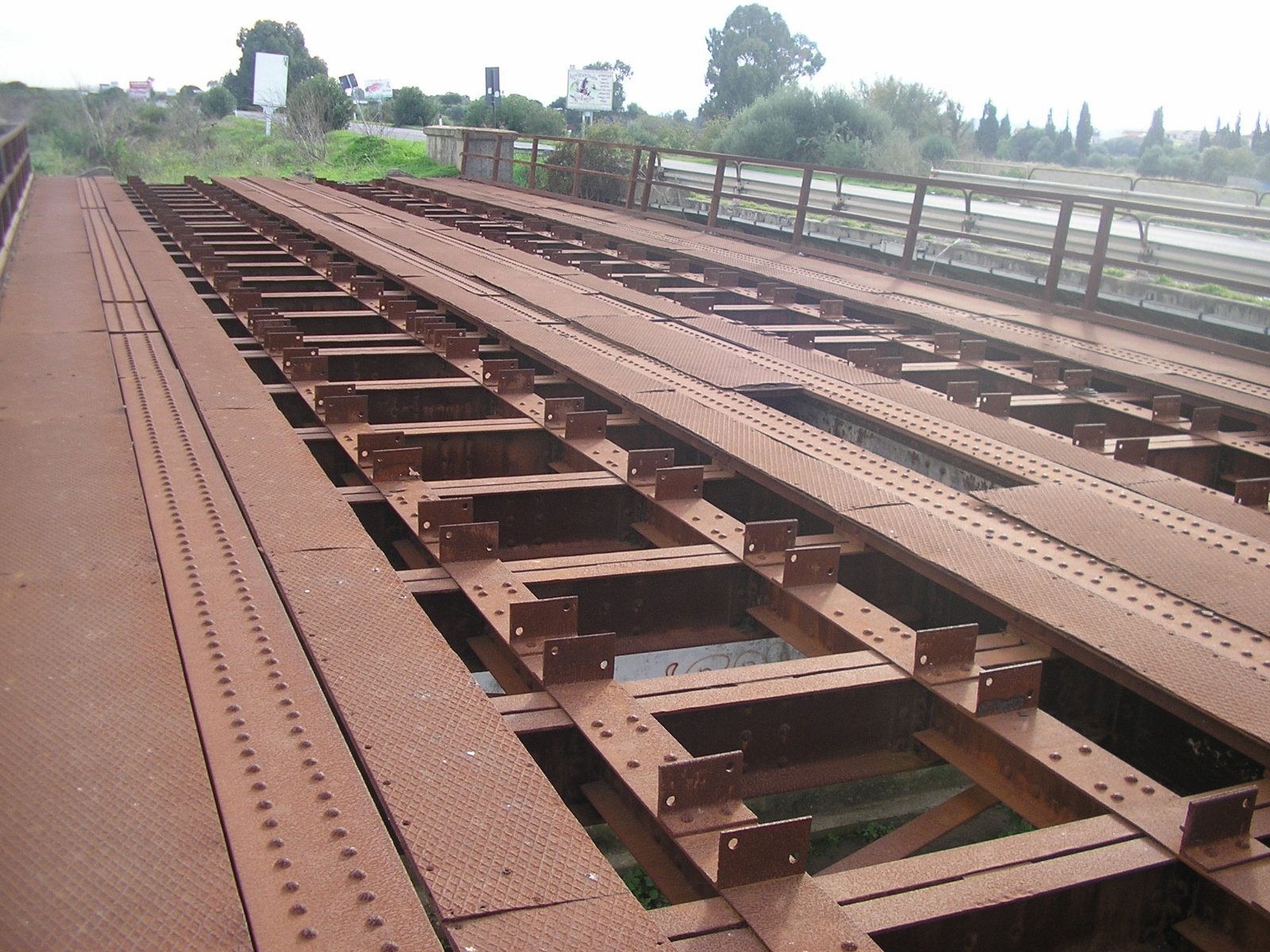
Il ponte metallico a doppio binario sul rio Santu Milanu, nei pressi della frazione carboniense di Is Gannaus, sostituì il ponte originario a fine anni trenta. Nel 2014 è stato adattato per l'utilizzo ciclopedonale

La linea si sviluppava su una lunghezza di circa 33 km, interamente privi di elettrificazione, di cui poco meno di 7 a doppio binario tra il 1940 e il 1963, che durante la gestione FMS fu interamente a scartamento ridotto da 950 mm. Il solo tronco tra Monteponi e Iglesias, inaugurato dalle Ferrovie Reali a fine Ottocento, fu costruito a scartamento ordinario (1435 mm) e mantenne questa caratteristica sino al passaggio alle FMS nel 1926.
Per quanto riguarda l'altimetria la linea trovava nei due capolinea gli estremi altimetrici, col culmine situato nella stazione di Iglesias a 180 m s.l.m. e il punto più basso in quella di San Giovanni Suergiu a 13 m s.l.m. Nonostante le quote altimetriche relativamente basse lungo il tracciato non mancavano tratti in cui i treni dovevano affrontare pendenze superiori al 20‰, con punte massime del 25‰.

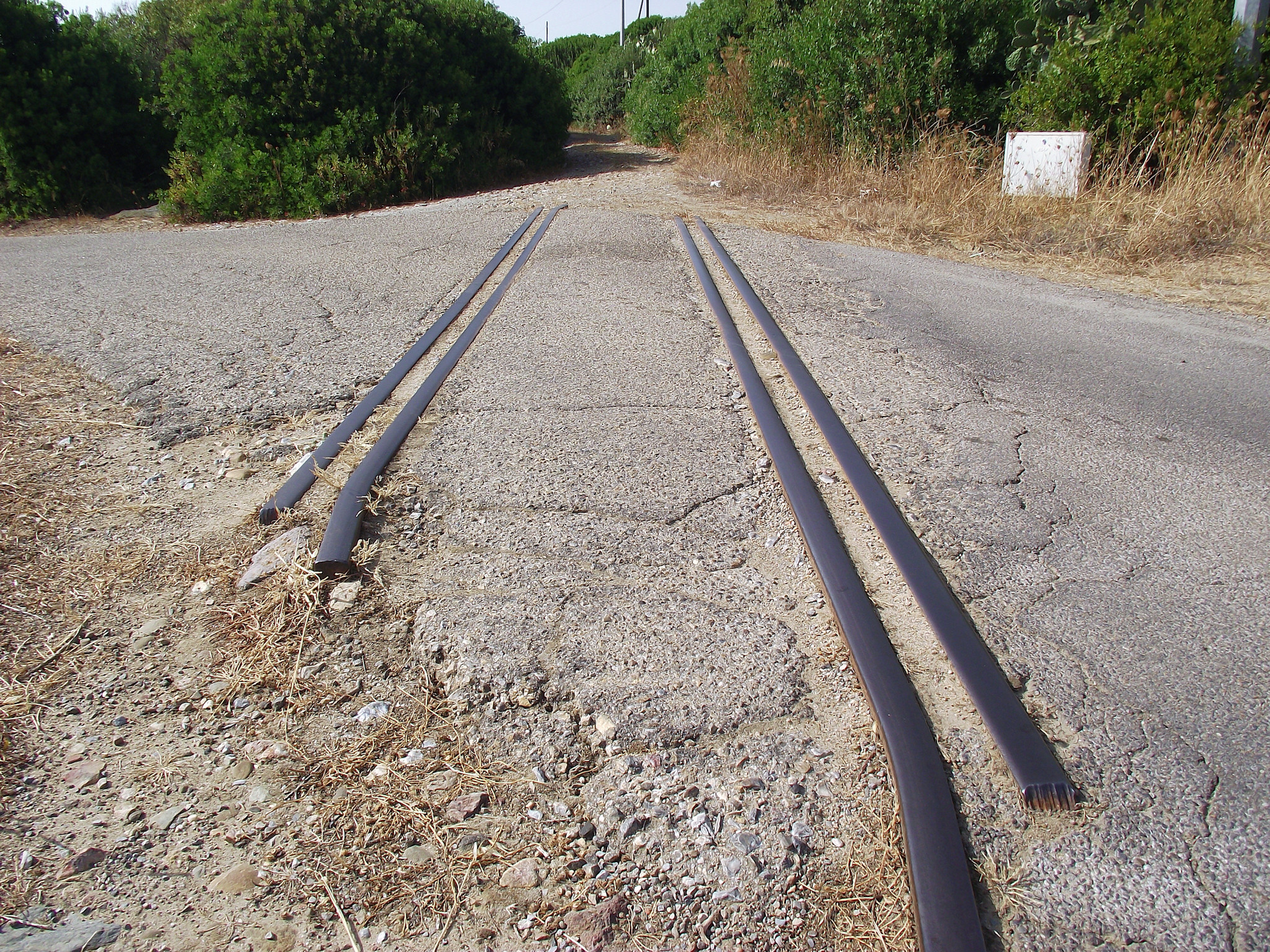
Uno dei pochi spezzoni di binario della ferrovia ancora esistenti, nei pressi di Genna Gonnesa (Carbonia) tra le stazioni di Cortoghiana e Pozzo Nuovo

Dal punto di vista dell'armamento la linea era armata in origine con binari formati da rotaie Vignoles da 23 kg/m e da traverse in legno. Nel dopoguerra le rotaie furono sostituite con altre dal peso di 27.3 kg/m.

### In cifre
- Lunghezza: 33+135 km in totale tra San Giovanni Suergiu e Iglesias[25]
- Pendenze massime[27]
  - 25‰ Carbonia - Sirai, Barbusi - Cortoghiana, Gonnesa - Monteponi
  - 22‰ Cortoghiana - Pozzo Nuovo
  - 20‰ Monteponi - Iglesias
- Raggio minimo di curvatura: 100 m[25]

## Percorso
| Unknown route-map component "exCONTg" |

|  | Unknown route-map component "exKDSTaq" | + Unknown route-map component "exABZgr+r" + Unknown route-map component "exABZg+l" | + Unknown route-map component "exKDSTeq" |  |

| Unknown route-map component "exBHF" |

|  | Unknown route-map component "exCONTgq" | Unknown route-map component "exABZgr" |  |  |

| Unknown route-map component "exhKRZWae" |

| Unknown route-map component "exBHF" |

|  | Unknown route-map component "exKDSTa" | Unknown route-map component "exSTR" | Unknown route-map component "exKDSTa" |  |

|  | Unknown route-map component "exSTR" | Unknown route-map component "exABZg+l" | Unknown route-map component "exSTRr" |  |

|  | Unknown route-map component "exSTR" | Unknown route-map component "exBHF" |  |  |

| Unknown route-map component "KHSTaq" | Unknown route-map component "xABZg+r" | Unknown route-map component "exSTR" |  |  |

|  | Non-passenger station/depot on track | Unknown route-map component "exSTR" |  |  |

|  | Straight track | Unknown route-map component "exHST" |  |  |

| Unknown route-map component "CONTgq" | One way rightward | Unknown route-map component "exSTR" |  |  |

|  |  | Unknown route-map component "exHST" |

| Unknown route-map component "exhKRZWae" |

| Unknown route-map component "exBHF" |

| Unknown route-map component "exHST" |

|  | Unknown route-map component "exCONTgq" | Unknown route-map component "exABZg+lr" | Unknown route-map component "exCONTfq" |  |

| Unknown route-map component "exBHF" |

|  |  | Unknown route-map component "exABZgl" | Unknown route-map component "exCONTfq" |  |

| Unknown route-map component "exBHF" |

| Unknown route-map component "exhSTRae" |

| Unknown route-map component "exCONTgq" | + Unknown route-map component "exTUNNEL2q" + Unknown route-map component "exSTR" | + Unknown route-map component "exCONTfq" |

| Unknown route-map component "exHST" |

| Unknown route-map component "exhSTRae" |

|  | Unknown route-map component "exCONTgq" | Unknown route-map component "exKRZo" | Unknown route-map component "exSTR+r" |  |

|  |  | Unknown route-map component "exBHF" | Unknown route-map component "exKBHFe" |  |

| Unknown route-map component "exHST" |

|  |  | Unknown route-map component "exABZg+l" | Unknown route-map component "exKDSTeq" |  |

| Unknown route-map component "CONTgq" | Unknown route-map component "ABZ+rxl" | Unknown route-map component "exABZgr" |  |  |

|  | End station | Unknown route-map component "exKBHFe" |  |  |

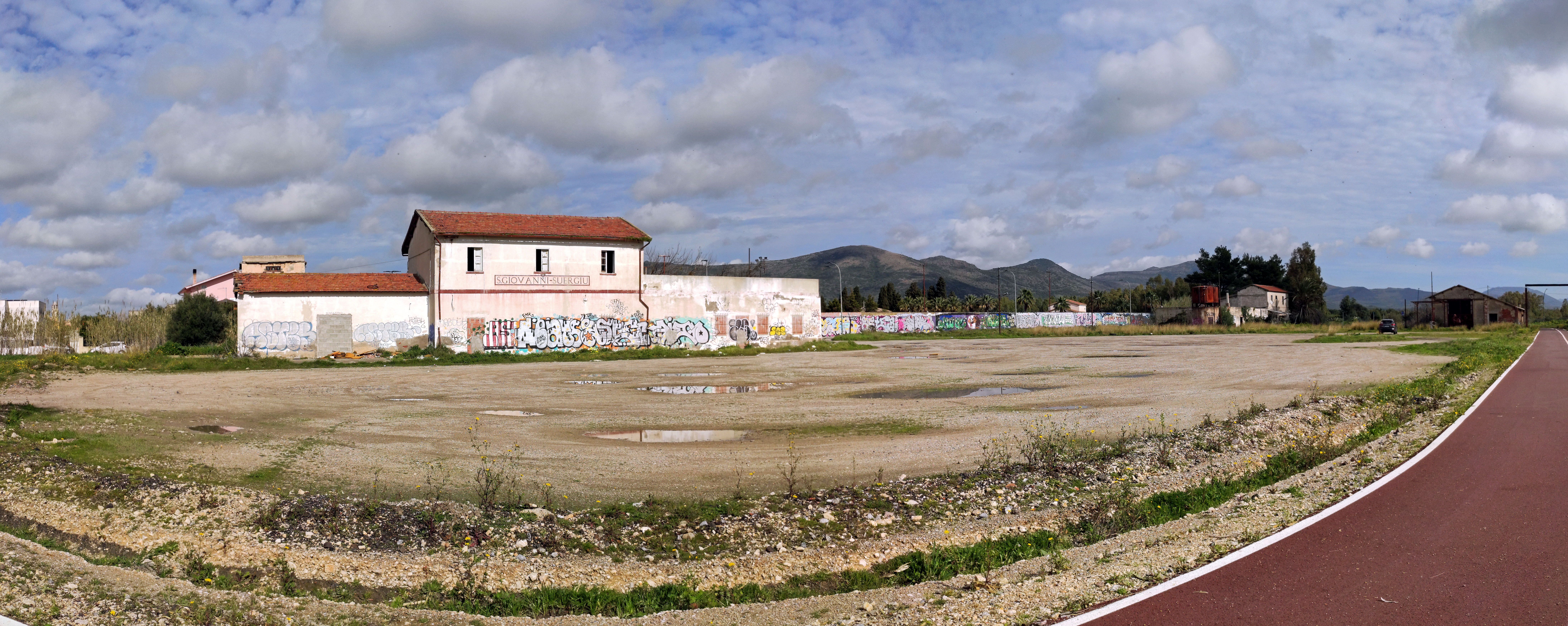
La stazione di San Giovanni Suergiu nel 2021, da dove la linea si diramava da quella per Siliqua e Calasetta

La ferrovia aveva origine dalla stazione di San Giovanni Suergiu, scalo posto anche sull'altra linea FMS Siliqua-Calasetta che veniva lasciata dai binari della ferrovia a sud-est in uscita dallo scalo. Questo tratto iniziale della linea per Iglesias fu quello che dal 1940 agli anni sessanta fu operativo a doppio binario (il quale proseguiva sino al porto di Sant'Antioco sulla linea per Calasetta) e che con un tracciato in lieve ma costante ascesa costeggiava l'odierna SS 126 sino all'altezza della frazione carboniense di Is Gannaus, dove il sedime dopo aver varcato il rio Santu Milanu entrava nell'odierno nucleo urbano della città sulcitana. Il primo degli scali intermedi presente sul tracciato era la stazione di Serbariu, scalo al servizio dell'ex comune poi inglobato in quello di Carbonia: tale impianto cadde progressivamente in disuso già dopo gli anni quaranta per via dell'attivazione nel 1938 della poco distante stazione di Carbonia, ubicata a ridosso della miniera di Serbariu alle cui strutture era collegata da vari binari. Dal 1956 inoltre la stazione fu raggiunta anche da un raccordo a scartamento ordinario proveniente dalla stazione di Carbonia Stato, fatto che consentì l'interscambio merci tra le FMS e le Ferrovie dello Stato nonché l'inoltro dei rotabili delle Meridionali Sarde alle officine aziendali di Iglesias nell'ultimo lustro di attività della linea. 

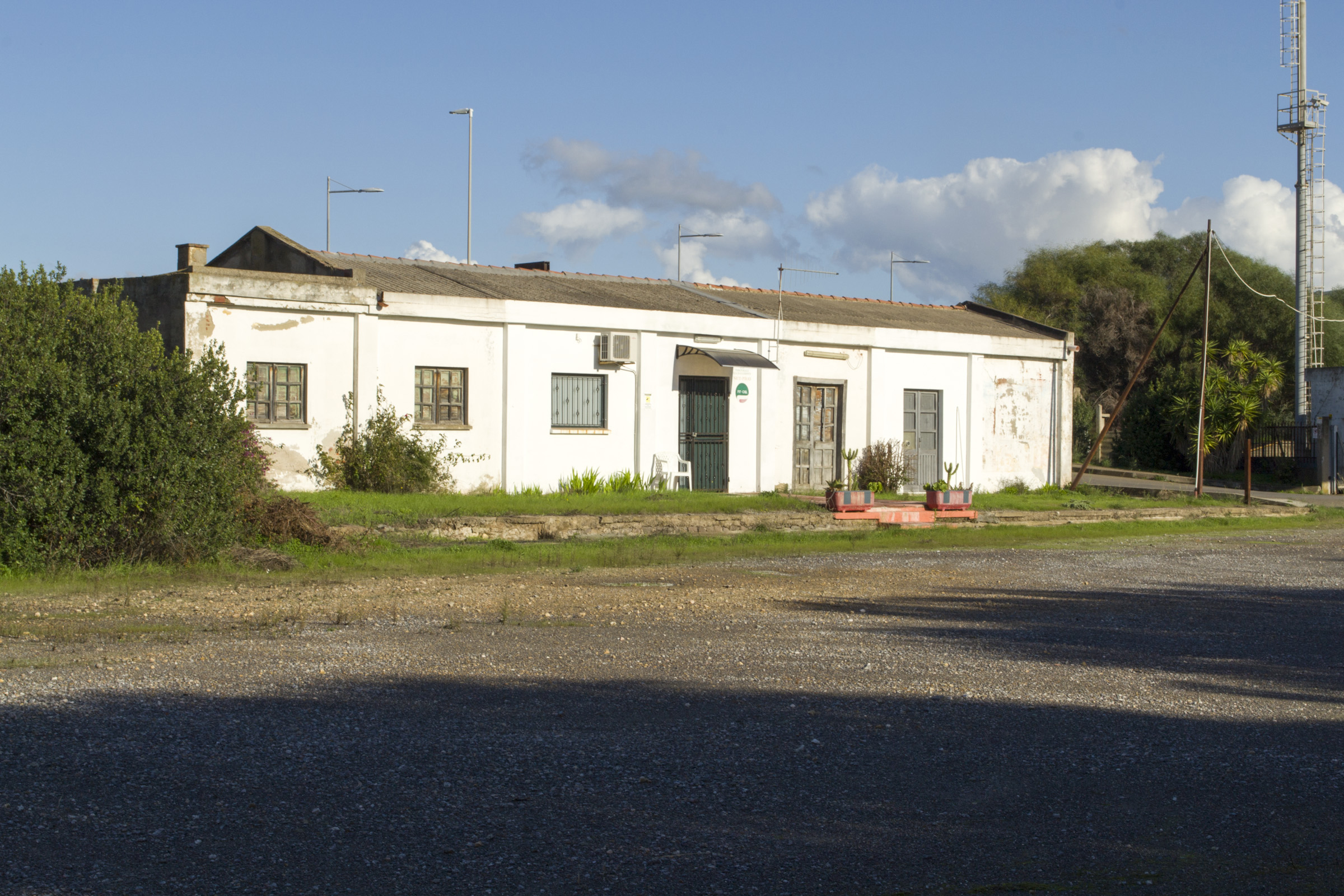
Il fabbricato viaggiatori e l'ex piazzale binari di Carbonia nel 2021

In uscita dalla stazione di Carbonia in direzione nord ed in progressiva ascesa altimetrica (con punte del 25‰) la linea tornava a binario singolo seguendo ancora per alcuni chilometri il tracciato della SS 126, risultando compresa tra la strada statale a ovest e la ferrovia Villamassargia-Carbonia a est, la quale convergeva progressivamente verso la linea delle Meridionali Sarde sino all'altezza della fermata di Sirai, posta nell'omonima frazione e in vicinanza di vari pozzi carboniferi, per poi divergere nel tracciato verso Barbusi, dove la linea per Iglesias prendeva la direzione nord-est verso la valle del Flumentepido in un contesto prettamente agreste. Proprio a valle di Barbusi era posta la successiva fermata della ferrovia, attrezzata con rifornitore idrico. Superato il corso del Flumentepido con un ponte metallico la linea saliva di quota (con ascese anche in questo caso attorno al 25‰) verso nord-est raggiungendo un'altra area di estrazione carbonifera, quella di Cortoghiana, servita da una stazione. Da qui la ferrovia si riaffiancava al tracciato della SS126 sino a Bacu Abis e ai suoi pozzi di estrazione del carbone, uno dei quali, Pozzo Nuovo, servito dalla omonima fermata. 

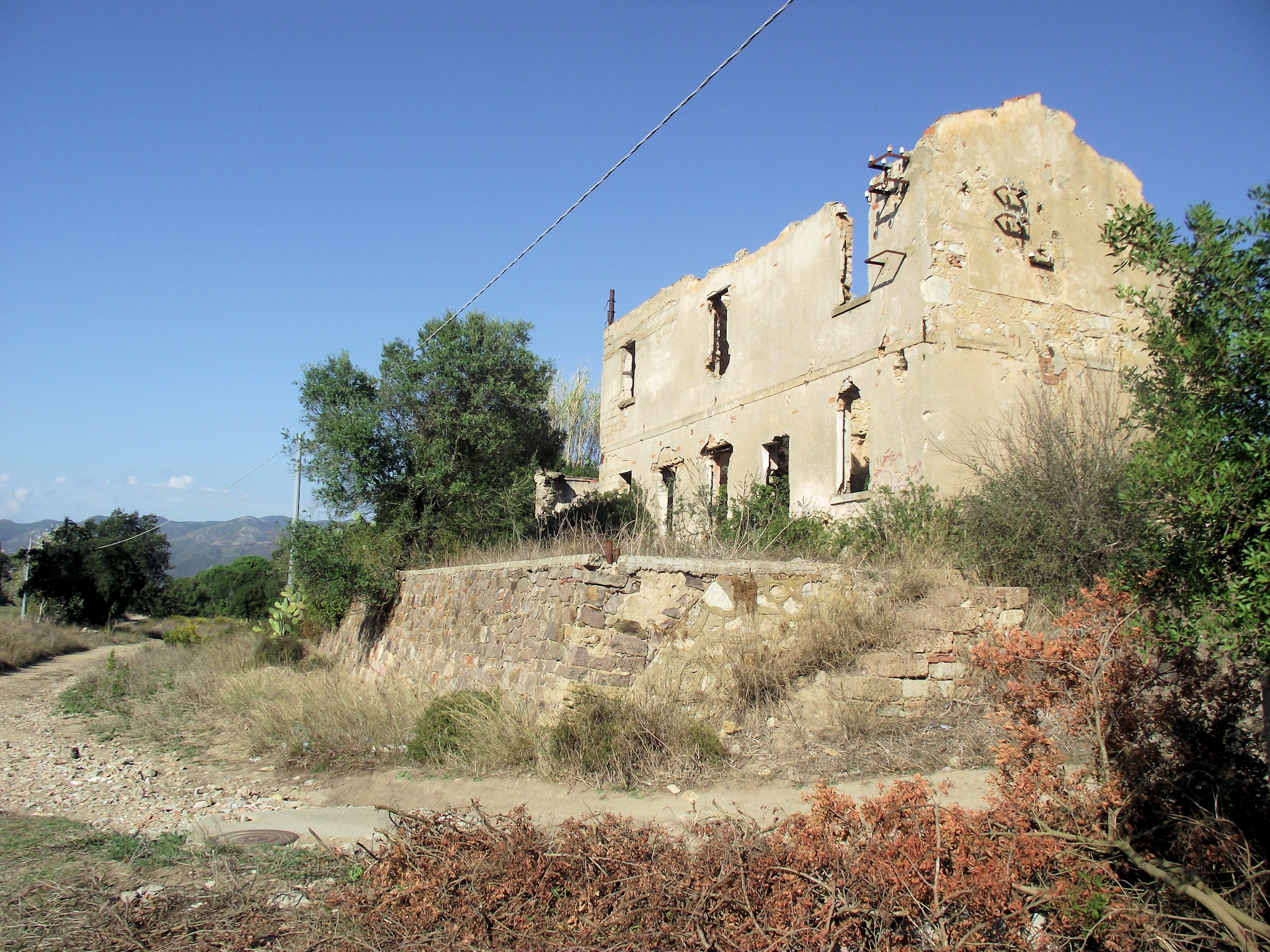
I resti della stazione di Bacu Abis, per buona parte della sua storia scalo di interscambio con la Monteponi-Portovesme.

La successiva stazione di Bacu Abis, posta alla periferia nord dell'abitato, era posta a ridosso di altri impianti di estrazione e stoccaggio di questo combustibile fossile ed era inoltre servita anche dalla ferrovia privata Monteponi-Portovesme, attiva sino agli anni sessanta. La linea proseguiva verso l'entroterra attraversando Gonnesa e la sua stazione, per poi ritrovare il vecchio tracciato della SS 126 cominciando un'ulteriore ascesa altimetrica; in questo tratto i treni dovevano attraversare anche il breve tunnel di Funtana Crobetta, prima di scavalcare la statale e la galleria Pellegrini della Monteponi-Portovesme. Dopo un ulteriore tunnel la ferrovia raggiungeva l'odierna Bindua, frazione mineraria di Iglesias nel cui abitato era posta la fermata di Ceramica; i binari da qui riscavalcavano la SS 126 e la ferrovia per Portovesme per giungere a Monteponi Scalo, area ferroviaria a valle dell'omonima località estrattiva (piombo, zinco), dove la stazione FMS era posta dinanzi a quella capolinea della ferrovia privata per Portovesme. Le due stazioni erano interconnesse tra loro, in modo che i treni merci della Monteponi potessero raggiungere Iglesias col proprio materiale rotabile senza trasbordi tra le due amministrazioni.

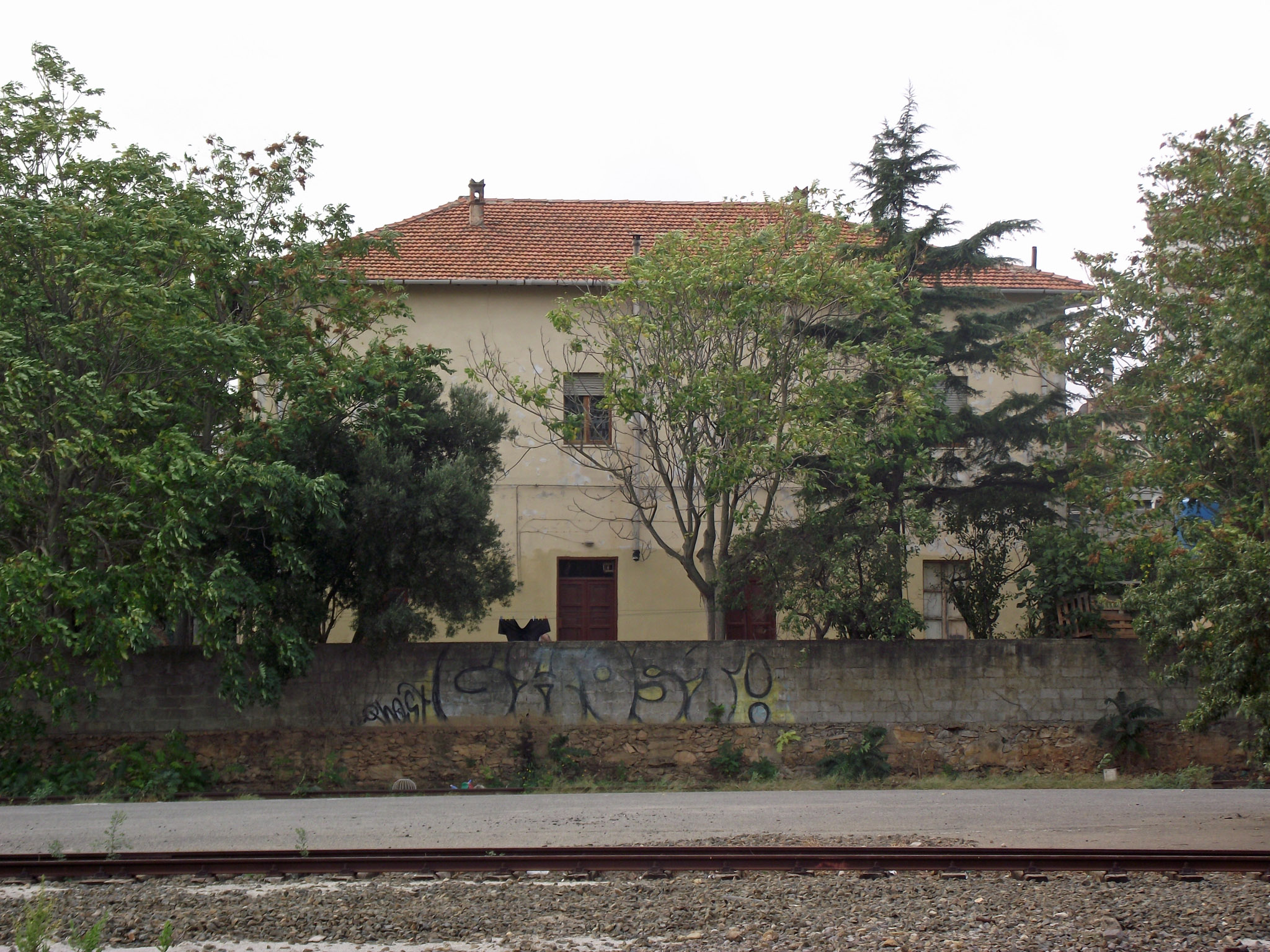
L'ex stazione FMS di Iglesias vista dalla confinante stazione FS

Nella stazione di Monteponi (che fu il capolinea della ferrovia dal 1969 alla dismissione) aveva termine il tracciato costruito negli anni venti del Novecento, da questo scalo in poi iniziava il tratto originariamente realizzato a scartamento ordinario dalle Ferrovie Reali a fine Ottocento. Questi sei chilometri, caratterizzati da un percorso tortuoso e da un costante aumento dell'altimetria, comprendevano un ulteriore scalo intermedio, Cabitza, anch'esso realizzato a ridosso della miniera di cui porta il nome. Questo impianto veniva raggiunto dopo aver attraversato la terza galleria sul percorso; la successiva ed ultima, posta poco a nord di Cabitza, passava al di sotto delle odierne via Brescia e via Vittorio Veneto a Iglesias e rivestì un ruolo importante nella storia della ferrovia, visto che il parziale crollo di uno dei portali fu la causa della chiusura del tracciato tra la città e Monteponi con cinque anni di anticipo rispetto al resto della rete FMS. Il tratto urbano della linea aveva inizio nella parte sud di Iglesias e risaliva con una lunga curva l'abitato: dopo un passaggio a livello sulla via Crocifisso era posto lo scambio di accesso (in regresso) alle officine aziendali e alle locali rimesse rotabili; superata tale comunicazione la ferrovia, che prima del 1926 concludeva il suo tracciato all'interno della stazione FS, terminava all'interno della stazione FMS di Iglesias.

## Mezzi di trazione utilizzati

### Trazione a vapore
Nei 48 anni di attività ferroviaria sulla San Giovanni Suergiu-Iglesias varie furono le tipologie di locomotive utilizzate sia per il traino dei treni merci che per il servizio passeggeri, sebbene quest'ultimo col passare degli anni venne sempre più effettuato con materiale leggero.

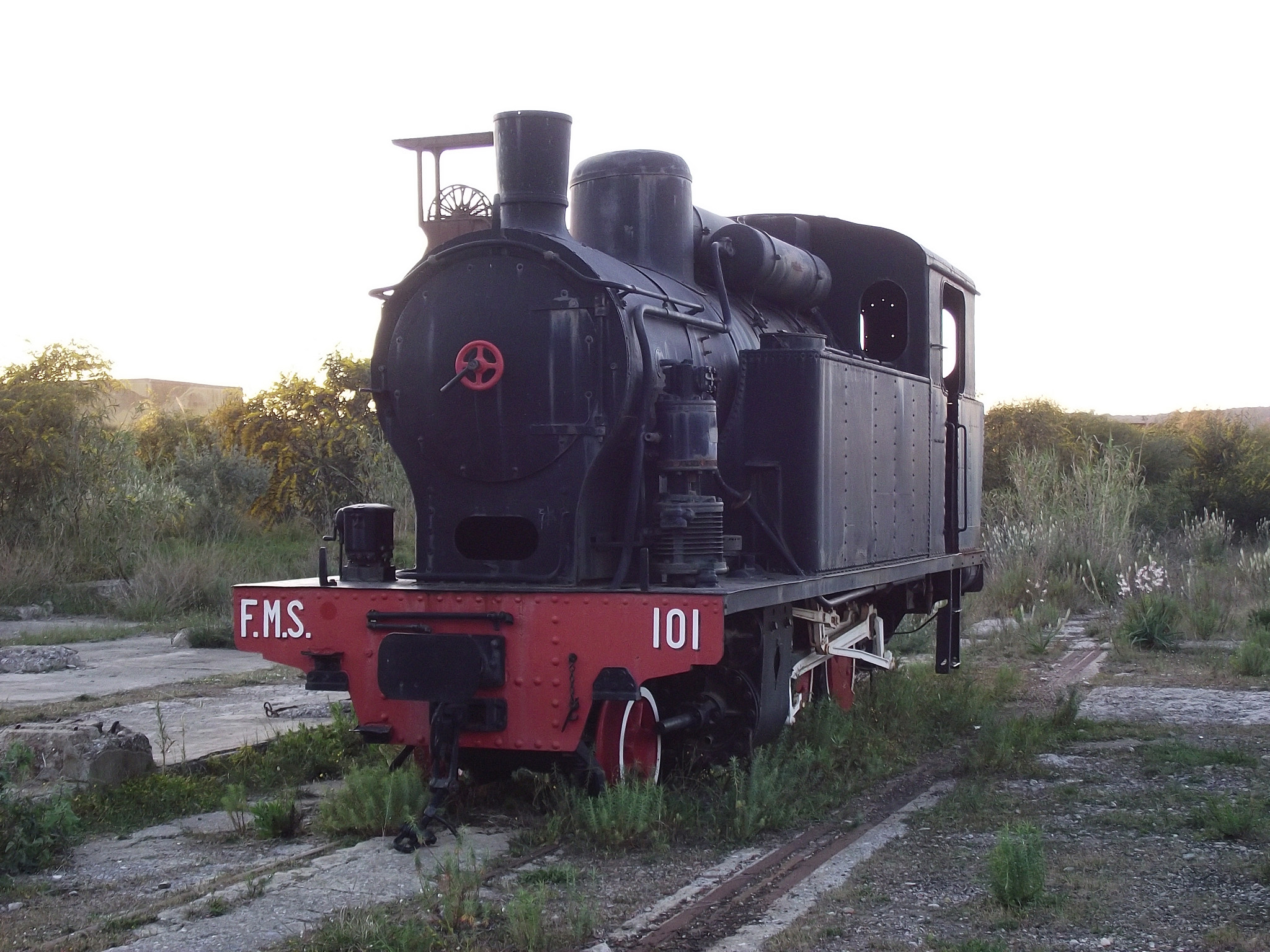
La Breda numero 101, restaurata e monumentata presso la miniera di Serbariu. Insieme alla sorella 106 è l'unico esemplare di locomotiva FMS sopravvissuto alla demolizione

All'apertura della linea nel 1926 il parco locomotive consisteva in 8 esemplari prodotti dalla Breda per le FMS e immatricolati con i numeri da 101 a 108: questi locotender, impiegati sia per il servizio passeggeri che per quello merci, saranno i rotabili più longevi tra quelli a disposizione delle FMS, essendo il solo gruppo di locomotive a vapore in attività al momento della chiusura della linea.

L'esigenza di potenziare il parco locomotive portò in seguito le FMS ad acquisire varie tipologie di locomotive a vapore, nello specifico furono acquistate:
- 2 locomotive Winterthur prodotte dalla SLM tra il 1888 e il 1889[31][32] per le Strade Ferrate Secondarie della Sardegna. Le FMS acquistarono i due esemplari dalle Ferrovie Complementari della Sardegna nel 1936[33], mantenendone la numerazione originaria delle SFSS (29 e 30, rispettivamente denominate Bologna e Padova[32]). Questi due rotabili furono utilizzati in prevalenza per i servizi meno impegnativi e per le operazioni di manovra nelle stazioni di Carbonia e Iglesias[34].

Locomotiva Mallet ex Ferrovia Val di Fiemme nel tratto a doppio binario tra Carbonia e Sant'Antioco. Per l'impiego sui binari FMS fu necessario modificarne lo scartamento, portato a 950 mm

- 9[35][36] locomotive Mallet prodotte dalla Henschel nel 1916[36] per la Ferrovia della Val di Fiemme, da cui le Ferrovie Meridionali Sarde comprarono i rotabili nel 1937. A causa del diverso scartamento adoperato sulle linee del Trentino-Alto Adige, prima dell'impiego sui binari del Sulcis-Iglesiente fu necessario un adattamento di queste locomotive, eseguito dalle Officine Meccaniche Reggiane nell'anno seguente. Sulla rete FMS furono immatricolate con i numeri dal 151 al 159, e furono utilizzate soprattutto per il traino dei treni merci, in primis quelli per il trasporto del carbone[35].

- 1 locomotiva Mallet prodotta dalla Borsig nel 1909[36] per la Ferrovia Centrale Umbra. L'esemplare, immatricolato col numero 30 che le FMS trasformarono in M30, fu acquisito dalla Ferrovia Appennino Centrale nel 1939. Per le sue prestazioni fu utilizzata in maniera prevalente per il servizio passeggeri[37].

Infine l'ultimo gruppo di locomotive a entrare in servizio sulla rete FMS furono le R.370 delle FS, che in due tranche furono trasferite nel Sulcis-Iglesiente. Complessivamente tra il 1939 e i primi anni cinquanta furono 22 le R.370 ad entrare nel parco rotabili delle Meridionali Sarde, occupandosi per lo più del traino dei treni merci. Da notare come le R.370 prima dell'impiego sulla rete FMS furono private del sistema a cremagliera presente in origine. Inoltre delle 22 unità solo 12 erano di proprietà delle Meridionali Sarde, le altre 10 erano state acquisite dall'Azienda Carboni Italiani (ACaI), che a sua volta le noleggiò alle FMS, di cui era azionista. Il gruppo fu accantonato dalle FMS negli anni sessanta.

ALn 200 in sosta a San Giovanni Suergiu (all'epoca della foto Palmas Suergiu) negli anni trenta

### Automotrici
Per quanto riguarda il materiale leggero, furono due le tipologie di automotrici a entrare nel parco rotabili delle FMS per l'effettuazione dei treni passeggeri.
Nel 1936 furono immesse in servizio 4 littorine Fiat, denominate dalle Ferrovie Meridionali Sarde come ALn 200 e immatricolate coi numeri da 201 a 204, che, fatto salvo il periodo bellico, saranno sino agli anni sessanta i mezzi maggiormente impiegati sulla linea per il servizio passeggeri. Due delle unità furono inoltre modificate nelle testate dalle officine sociali nel 1966. Alle ALn 200 nel 1960 furono affiancate 6 nuove automotrici ADe numerate da 301 a 306 (più quattro rimorchiate semipilota) prodotte da Fiat, Stanga e TIBB. Le ADe 300 furono impiegate per l'effettuazione della maggior parte dei treni passeggeri, venendo utilizzate anche in composizione multipla, relegando le ALn 200 ai servizi sulle relazioni meno impegnative. Gli ultimi esemplari di quest'ultima serie furono accantonati dalle FMS nel 1972, mentre le ADe 300 alla chiusura della ferrovia furono cedute alle FCS. Due esemplari delle ADe ex FMS nel 2010 risultavano ancora utilizzati dall'ARST lungo le linee a scartamento ridotto del centro Sardegna.